# Mangfall
Die Mangfall ist ein 58 km langer linker Nebenfluss des Inns in Oberbayern. Sie ist der Abfluss des Tegernsees und mündet in Rosenheim in den Inn.

## Name
Der Fluss wird 1078–1080 als Manachfialta bzw. Manachvalta erstmals urkundlich erwähnt. Der Name stammt vom althochdeutschen *Managfalta (aha) mit der Bedeutung „Fluss mit vielen Armen und Windungen“ und steht in Zusammenhang mit dem althochdeutschen Adjektiv *manachfalta, welches „mannigfaltig, mannigfach, vielfältig, groß, lang“ bedeutet.

## Geographisches
Die Mangfall entsteht nicht an einem Quellaustritt aus der Erde, sondern ist der Abfluss des Tegernsees, der von mehreren Gewässern anderer Namen gespeist wird; das größte und mit 20,7 km längste davon ist die Weißach. Der Fluss läuft nach Nordosten bis zur Einmündung der den Schliersee entwässernden rechten Schlierach, wonach er erst etwa nordnordwestlich und dann nördlich zieht.
Am „Mangfallknie“ bei Valley, Ortsteil Grub, kehrt die Mangfall ihren Lauf um etwa 135° nach Südosten. Hierbei durchbricht sie die Seitenmoräne des ehemaligen Inntalgletschers. Von Westen kommend mündet dort der Teufelsgraben ins Mangfalltal, ein kaum irgendwo offen Wasser führender Geländegraben, durch den einstmals die Isar floss. Gegenüber auf dem Spornberg des „Mangfallknies“ liegen die Reste des Ungarnwalls Birg.
Die größten Zuflüsse der Mangfall sind die Schlierach, die Leitzach, die Glonn und der Kaltenbach (Kalten). Zusätzlich wird die Mangfall noch von zahlreichen kleinen Zuflüssen, aber auch von Quellzuflüssen (besonders oberhalb des Mangfallknies) gespeist. Zu den weiteren Zuflüssen gehören der Schwärzenbach bei Louisenthal, der Festenbach (auch Moosbach) bei Thalmühl, der Steinbach bei Thalham, der Moosbach vor Grabenstoffl, der Hainerbach in der Vagener Au, der Kaltenbrunnbach in der Aiblinger Au und der Goldbach (auch Mühlbach) bei Pullach. Da über eine weite Strecke neben der Mangfall ein Kanal verläuft, münden einige ursprüngliche Zuflüsse nur noch indirekt in die Mangfall. So fließt beispielsweise der Feldkirchner Bach in Höhe Wuhrhaus zunächst in den Triftbach-Kanal. Auch das Wasser des Seehamer Sees, welches teilweise zum Leitzach-Kraftwerk umgeleitet wird, wird nach dem Leitzachwerk Staubecken in die Mangfall eingeleitet.

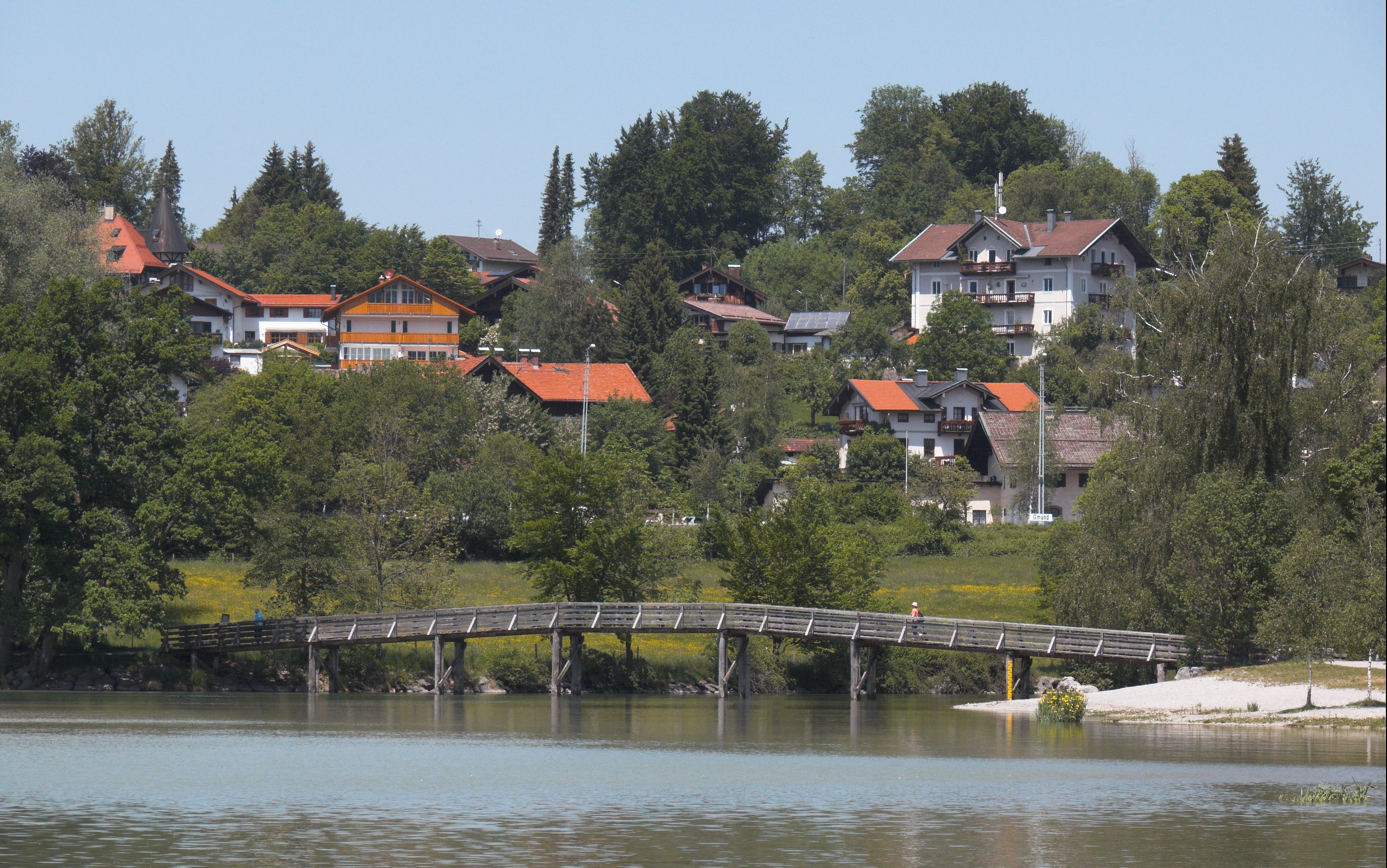
Der Mangfall-Steg bei Gmund

Der östliche Teil der Voralpen zwischen Isar und Inn wird auch als Mangfallgebirge bezeichnet, da die Mangfall durch die Gebirgsflüsse Rottach, Weißach, Schlierach und Leitzach den mittleren Teil des Gebiets entwässert. Dieses Gebiet liefert einen großen Teil des Trinkwassers für München.

## Umbau der Mangfall zur industriellen Nutzung
Bereits im Mittelalter wurde die Mangfall verbaut. Zunächst nutzten Mühlen die Wasserkraft. 1810 wurde in Rosenheim eine Saline errichtet, um die aus Bad Reichenhall kommende Salzsole zu sieden. Damit genügend Holz zur Verfügung stand, wurde die Mangfall weiter für die Holztrift verbaut. Vom Tegernsee bis nach Rosenheim wurden zahlreiche Ausleitungen errichtet. Die Fabriken erleichterten sich mit den Kanälen die Holztrift, nutzen die Kanäle jedoch auch zur Energiegewinnung.

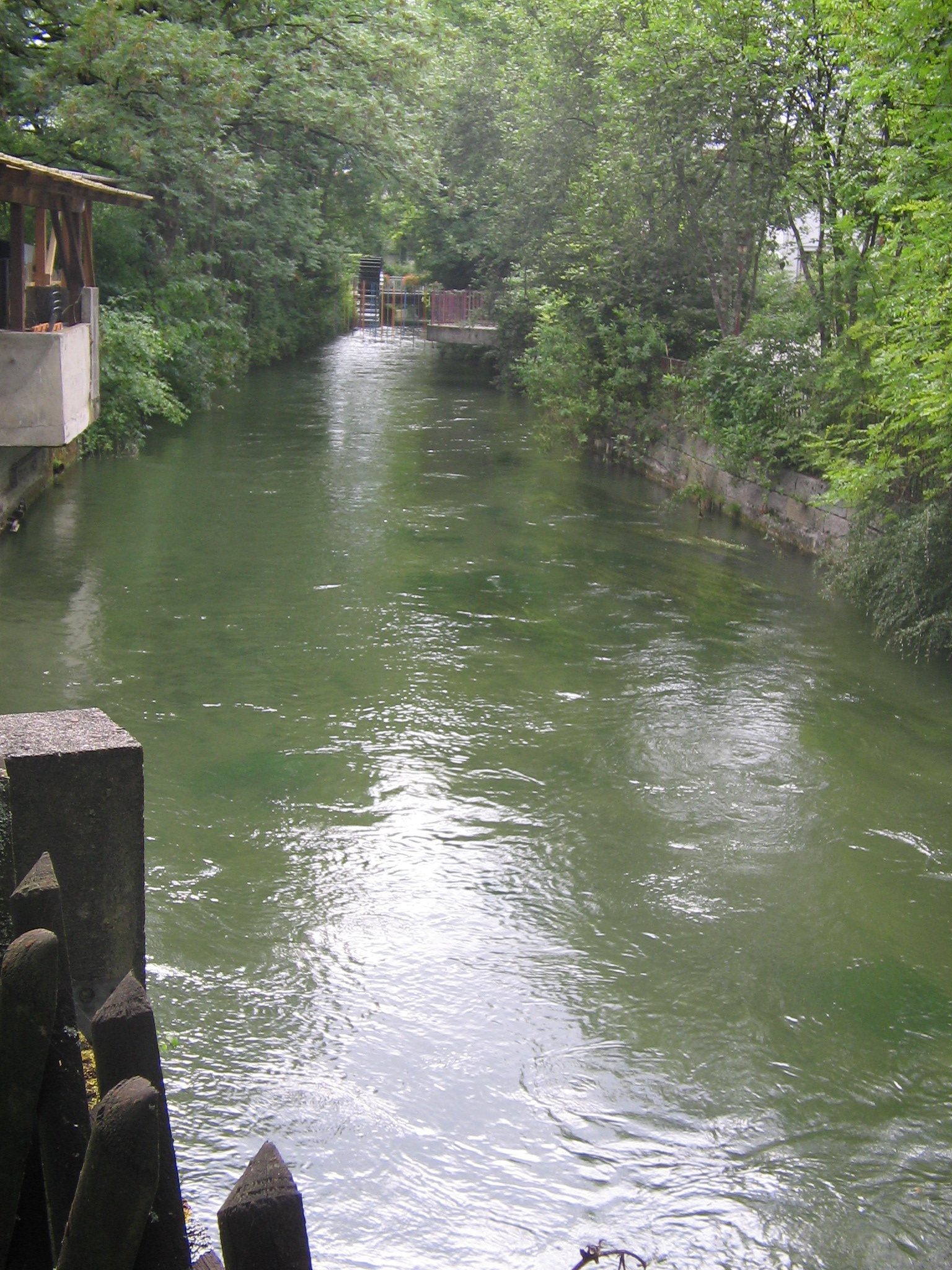
Triftbach

So wird beispielsweise kurz vor Bruckmühl ein Teil des Wassers der Mangfall in einen teilweise künstlich angelegten Kanal, den etwa 10 Kilometer langen Triftbach, geleitet. Dieser passiert zahlreiche Fabriken und mündet erst bei Bad Aibling wieder in die Mangfall. Die teilweise namenlosen Mangfallkanäle dienten fast ausschließlich der industriellen Nutzung der Wasserkraft. Im Gemeindebereich Kolbermoor existiert ab der Stadtgrenze zu Bad Aibling ein nahezu schnurgerader Mangfallkanal, erbaut um 1860 durch die Baumwollspinnerei Kolbermoor, der durch Kolbermoor bis nach Rosenheim führt und sich dort zum Teil als Stadtbach und Hammerbach aufteilt. Er treibt zwei Kraftwerke in Kolbermoor und ein Kraftwerk in Rosenheim an und mehrere kleinere Kraftwerke im Stadtbereich Rosenheim am Stadtbach und Hammerbach. Weitere Maßnahmen wurden Anfang des 20. Jahrhunderts zur Wasserkraftnutzung der Mangfall ergriffen, wobei hier vor allen Dingen die Ausleitung des Wassers der Mangfall, Schlierach (1929) und Leitzach (1919) in den Seehamer See zum Betrieb der Leitzachwerke zu erwähnen ist. Das dort gesammelte Wasser wird durch große Fallrohre zu den Turbinen geleitet und in Stauseen aufgefangen, wobei ein kleiner Teil des Wassers oberhalb von Bruckmühl der Mangfall zugeleitet und der andere Teil nachts in den Seehamer See zurückgepumpt wird, um tagsüber wieder zur Stromgewinnung genutzt zu werden.
Diese Maßnahmen warfen ökologische Probleme auf, die zum Beispiel zu Fischsterben führten (zu geringe Restwassermengen, Verbauung der Mangfall durch Ausleitungen und Begradigungen sowie Regulierung der Fließgeschwindigkeit). Seit geraumer Weile wurden deshalb die verbleibenden Wasserrestmengen im Flussbett durch verschärfte Genehmigungsverfahren erhöht.

## Renaturierung der Mangfall
In den letzten Jahren wurden umfangreiche Renaturierungsmaßnahmen bei der Maxmühle und im Gemeindebereich von Bruckmühl, Bad Aibling, Kolbermoor und Rosenheim vorgenommen, die immer weiter ausgebaut werden sollen. Die „Abstürze“, die teilweise aus Beton, aber auch aus Holz zur Regulierung der Fließgeschwindigkeit in das Flussbett eingebracht wurden, wiesen altersbedingt schon schwere Schäden auf.

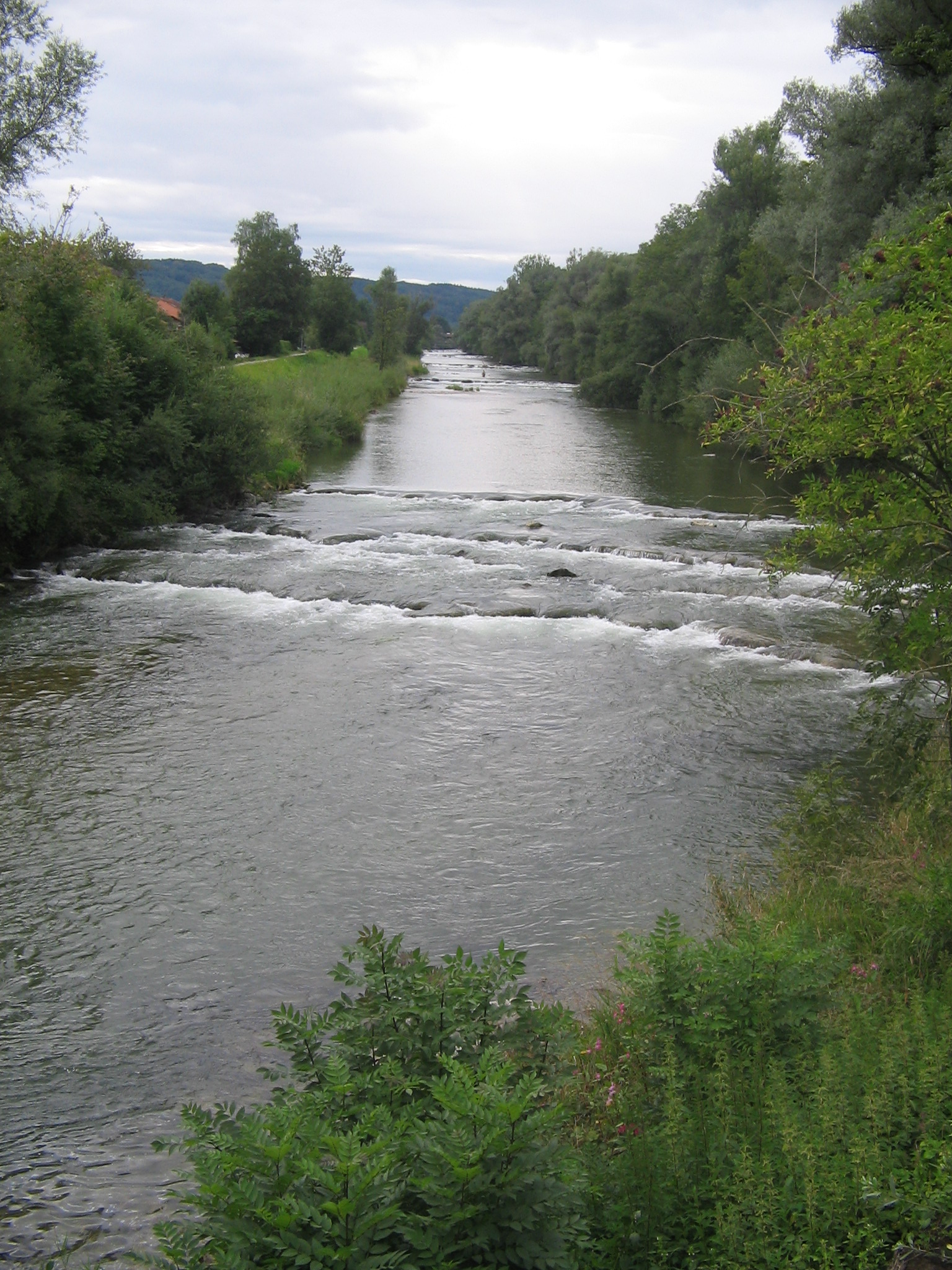
Renaturierter Teil der Mangfall

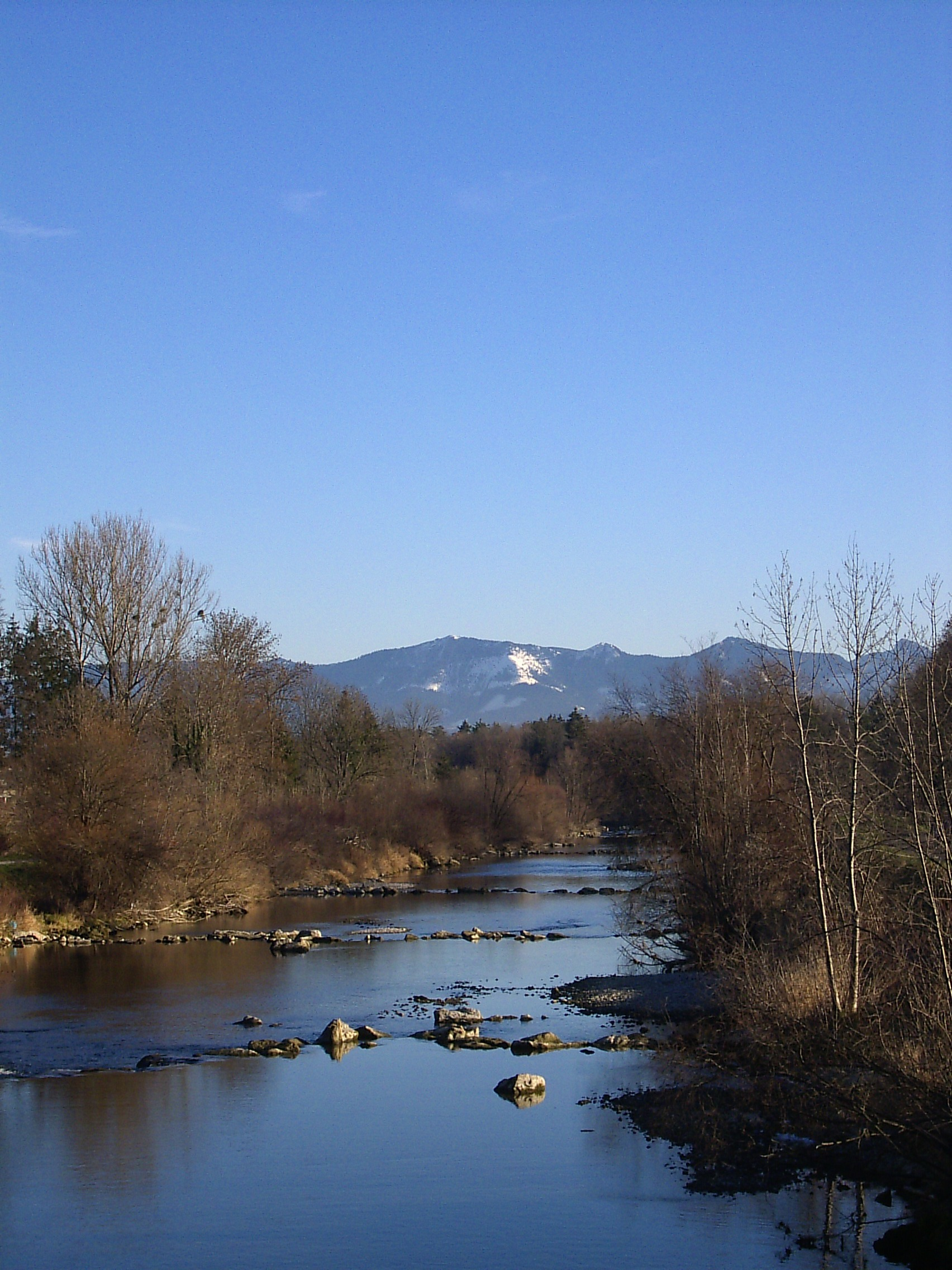
Renaturierter Teil der Mangfall bei Bad Aibling

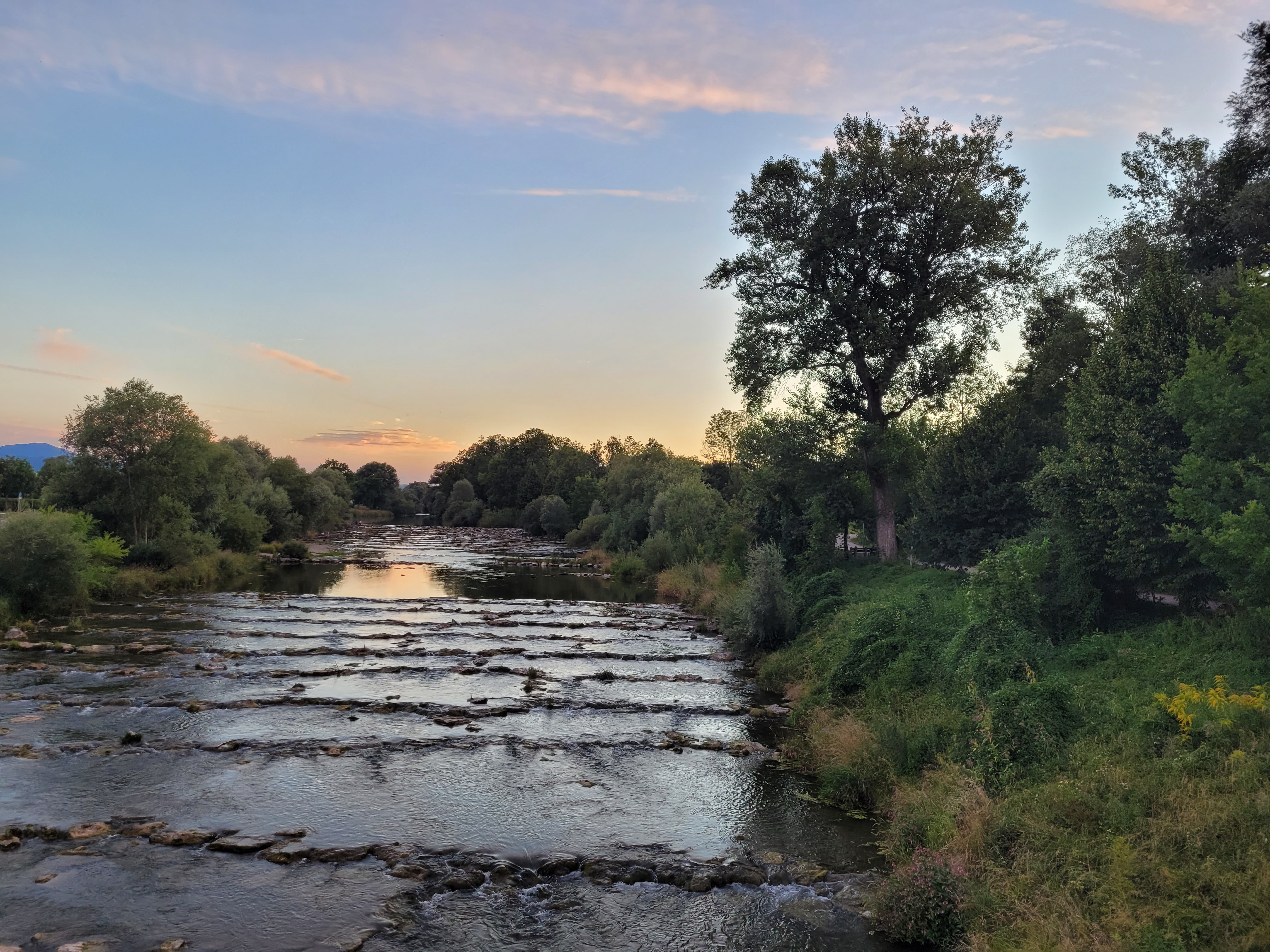
Mangfall in Kolbermoor Richtung Westen

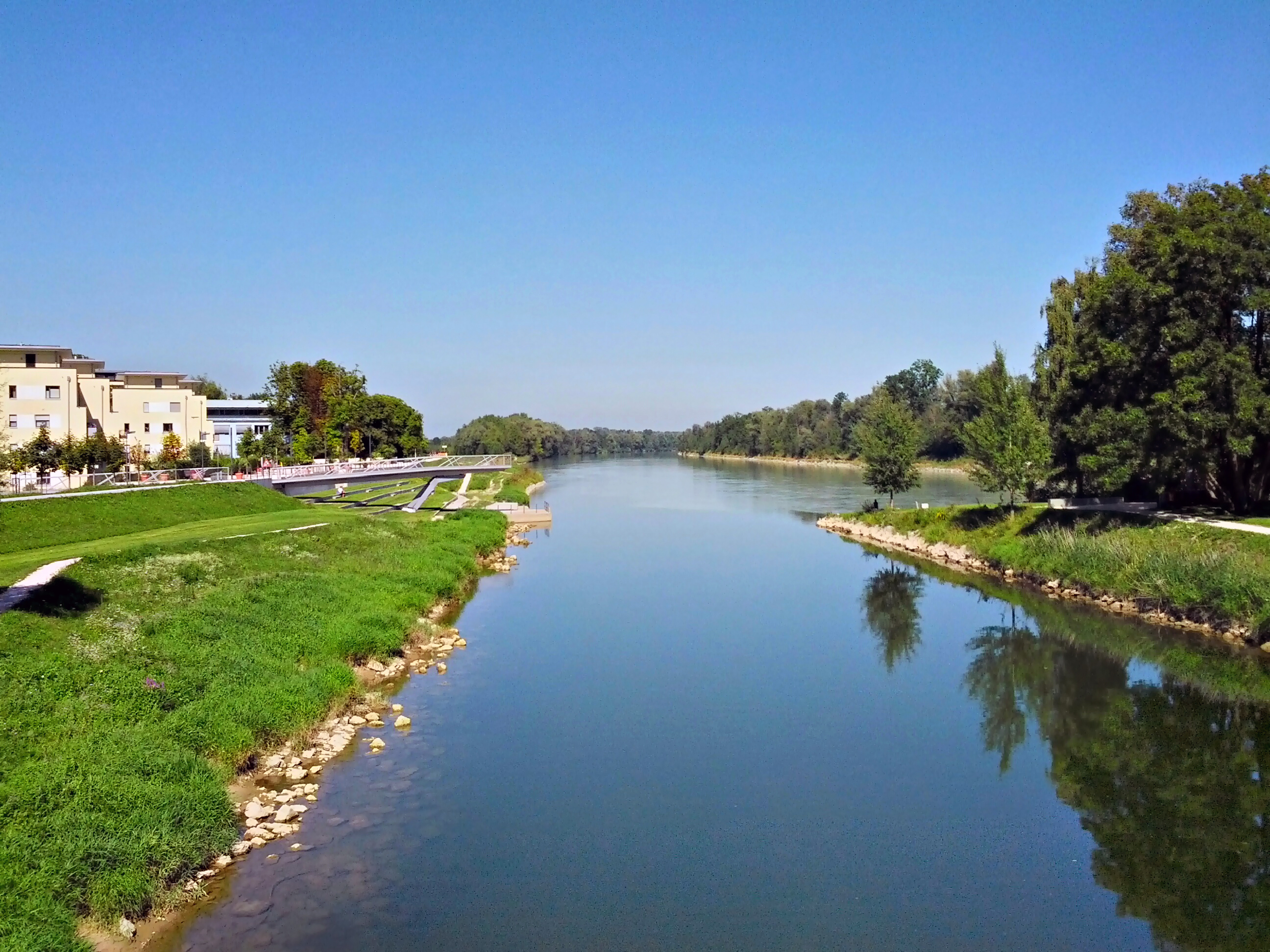
Einmündung der Mangfall in den Inn in Rosenheim

Sie wurden aus dem Fluss wieder entnommen und durch Sohlrampen ersetzt. Vor allen Dingen soll dadurch die Fischwanderung wieder erleichtert werden, nachdem aus dem ehemals fischreichen Gewässer derzeit nennenswerter Fischbestand nur durch Besatzmaßnahmen der Fischereivereine erzielt werden kann.
Zusätzlich wurden die begradigten Ufer der Mangfall wieder naturnah modelliert, und damit buhnenartige Gebilde geschaffen, die bewirken, dass es im Uferbereich wieder zu strömungsarmen Bereichen kommt. Diese sind die natürlichen Lebensräume der Fischbrut und der Edelkrebse.
Auf Grund der Verbauung der Zuflüsse und auch der Mangfall fehlt es dieser an Geschiebe. Geologisch befürchtet man, dass es durch die laufende Austiefung des Flussbettes der Mangfall zu Abrutschungen des rechten instabilen Steilufers der Mangfall (vor dem „Mangfallknie“) kommen könnte.

## Hochwasserschutz
Üblicherweise ist die Mangfall ein ruhiger Fluss. Nach anhaltenden Regenfällen im Gebirge, im Bereich des dortigen Einzugsgebietes, kann sich die Mangfall jedoch zu einem reißenden Fluss verwandeln. Im Verlauf der Geschichte gab es immer wieder schwere Hochwasser mit katastrophalen Folgen für die Bewohner entlang der Mangfall.
Das bisher größte Hochwasser betraf die Mangfall im Jahr 1899, mit einem Abfluss von etwa 600 m³/s. Insgesamt 8 km² heute besiedelter Fläche wurden damals von Wasser bedeckt. Ein Jahrhunderthochwasser wird heute nur noch mit einem Wert von 480 m³/s angenommen, wobei dabei von einer Überflutung von 3,41 km² besiedelter Fläche ausgegangen wird.
Die Orte an der Mangfall wurden immer wieder von starken Mangfallhochwassern heimgesucht, denn auch 1930, 1940, 1946, 1954 und an Pfingsten 1999 war die Mangfall bedrohlich hoch und überschwemmte z. B. Teile der Vagener Au oder trat bei Feldolling über die Ufer.
Ein solches „Jahrhunderthochwasser“ hatte 1901 weite Teile des Marktes Bruckmühl verwüstet, weshalb heutzutage die Anrainer der Mangfall strenge baurechtliche Reglementierungen zu beachten haben. Den Hauseigentümern, deren Grundstücke im Überschwemmungsgebiet liegen, wurde aufgegeben, Öltanks gegen ein „Aufschwimmen“ zu sichern, um im Falle des Eintritts eines Hochwassers die ökologischen Schäden zu minimieren. Die Preise für Bauland, die im gesamten Mangfalltal ausgesprochen hoch sind, haben einen deutlichen Preisverfall erlebt, wenn die Grundstücke in ausgewiesenem Risikogebiet liegen.
Besonders schwer war das Hochwasser am 2./3. Juni 2013, bei welchem am Pegel Rosenheim Spitzenabflusswerte von 481 m³/s sowie ein Spitzenpegel von 494 cm gemessen wurden und welches somit zu den schlimmsten Hochwassern seit 1899 zählt. Insbesondere die Städte Rosenheim und Kolbermoor waren betroffen gewesen, und die Schäden betrugen 150 Mio. Euro.
In den letzten Jahren plante und verwirklichte der bayerische Staat umfangreiche Hochwasserschutzmaßnahmen, die in der Bevölkerung sehr umstritten sind. Zunächst wurde ein Raumordnungsverfahren eingeleitet, das gezeigt hat, dass lediglich eine der von Experten erarbeiteten drei Alternativen den Anforderungen der Raumordnung entspricht.
Derzeit (2005) läuft ein Planfeststellungsverfahren, welches unter anderem beinhaltet, die Dämme der Mangfall zu erhöhen. Dabei soll sowohl die Dammkrone erhöht werden, aber auch Drainage-Pumpen entlang der Dämme gebaut werden, weshalb umfangreiche Grundstücksabtretungen an den Staat notwendig werden. Zusätzlich sollen riesige Freiflächen als Überschwemmungsgebiete in Form von Poldern ausgewiesen werden.
Auf insgesamt 33 km sollen die bestehenden Deiche ausgebaut und erhöht werden. Auf 18 km sollen die bestehenden Deiche beseitigt werden und eine neue Linienführung vorgenommen werden. Einige Bereiche der Deiche (15 km) sollen nach Verständigung mit den Grundstückseigentümern zurückgebaut werden. Zusätzlich soll bei Feldolling ein Seitenpolder geschaffen werden, der bei Hochwasser geflutet wird.
Das Gesamtprojekt Hochwasserschutz Mangfalltal wird derzeit auf etwa 155 Millionen Euro veranschlagt und wird voraussichtlich 2025 abgeschlossen sein. 80 % des Projektes wären Stand Mitte 2024 bereits erreicht worden.

## Geologie
Die Mangfall fließt im tertiären Molasse-Vorland der nördlichen Kalkalpen.
Im Verlaufe der Würmeiszeit bildete sich am westlichen Ufer des Rosenheimer Beckens, welches sich durch den Inntalgletscher gebildet hatte, eine hohe Seitenmoräne, an deren westlichem Rand die Mangfall aus dem Tegernsee kommend zunächst entlangfloss. Während der Eiszeit floss die Mangfall ab dem heutigen Mangfallknie durch das jetzige Grub-Harthausener Trockental weiter in Richtung Norden; von Osten wurde der heutige Unterlauf der Mangfall in entgegengesetzter Richtung ebenfalls in Richtung des Grub-Harthausener Trockentals durchflossen.
Heute wird die Randmoräne des Inntalgletschers bei Grub nach Osten durchbrochen. Dieser Durchbruch gelang der Mangfall im Zeitalter des Jungpleistozäns. So wurde zum Ende der letzten Eiszeit, als der Inn-Chiemsee-Gletscher bereits teilweise, aber noch nicht vollständig abgeschmolzen war (sog. Ellkofener Stadium), die Moräne durch einen Bach, der in das tiefer gelegene Gletscherbecken entwässerte, erodiert. Nach einiger Zeit hatte die rückschreitende Erosion die noch kaum bewachsene Moräne so weit eingeschnitten, dass die Mangfall in das tiefer gelegene Becken abgelenkt wurde. Bedingt durch die Tatsache, dass die Mangfall sich zunächst an den westlichen Enden der Moräne bewegt, und sich der Fluss in den letzten Jahrtausenden bis in tertiäre Schichten geschliffen hat, ergibt sich bis nach Grub eine charakteristische Ufergeologie.
Das rechte (Steil-)Ufer besteht in erster Linie aus Ablagerungen des Inntalgletschers und ist relativ instabil. Das linke Ufer jedoch hat Kalktuffbänke hervorgebracht, da durch den Einschnitt in die grundwasserstauenden tertiären Schichten Quellwasseraustritte entstanden sind.

## Hydrologie

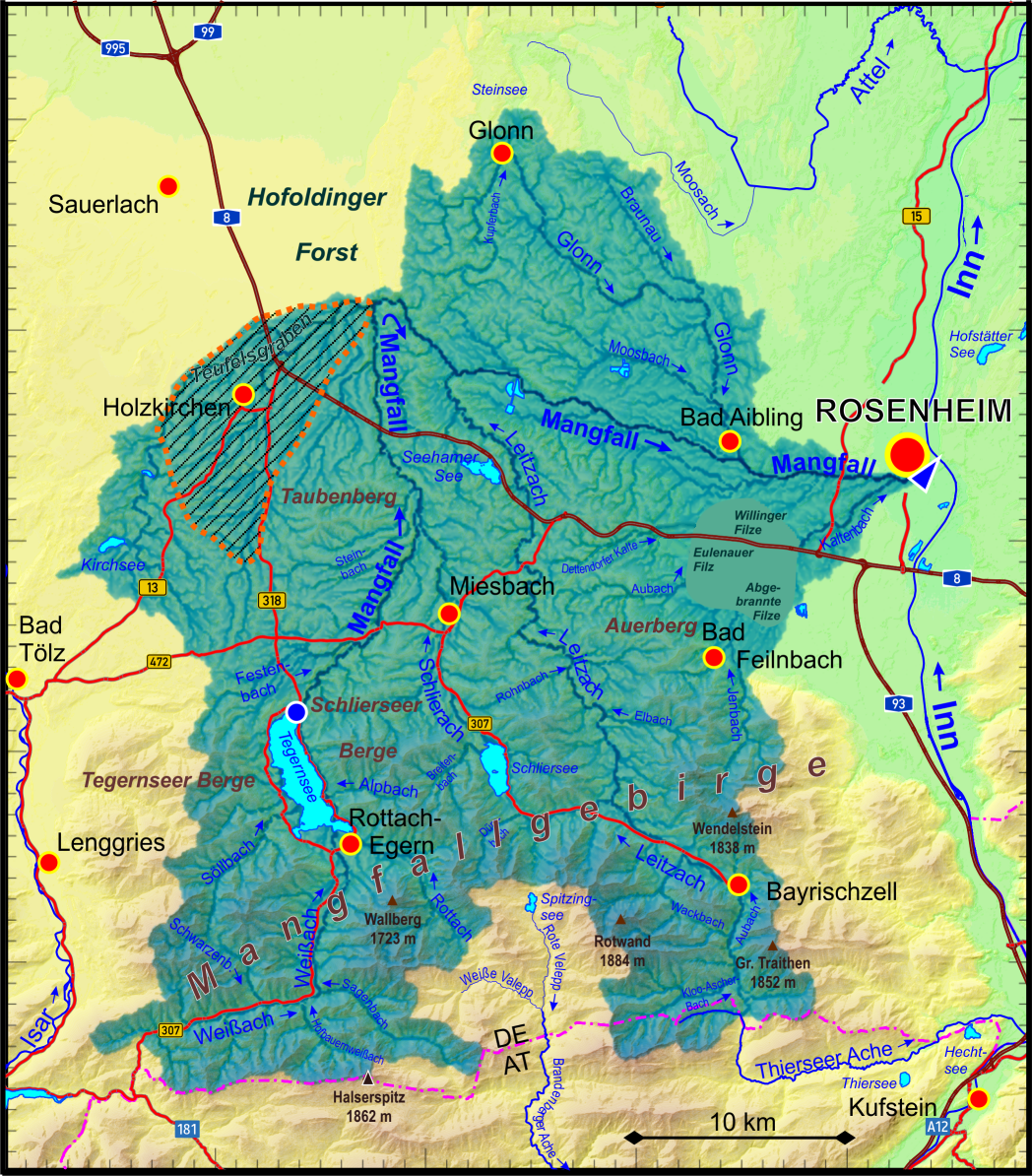
Orografisches Einzugsgebiet der Mangfall

Hydrologisch betrachtet ist die Weißach als größter Zufluss des Tegernsees der Quellfluss des Flusssystems der Mangfall. Zusammen mit der Fließstrecke im Tegernsee von 5,7 km und der Länge der Weißach von 20,7 km beträgt die Länge des Hauptastes des Flusssystems somit etwa 84,4 km.
Die Umgebung, in der die Mangfall eingebettet ist, weist im Durchschnitt jährliche Niederschlagsmengen von etwa 1.200 mm auf. Die südlichen Zuflüsse der Mangfall sind wildwasserartige, alpine Zuflüsse, in deren Umgebung jährliche Niederschlagsmengen von bis zu 2.500 Liter pro m² fallen. Das Einzugsgebiet der Mangfall beträgt 1.099,27 km², die mittlere Abflussmenge in den Inn beträgt rund 17,5 m³/s (zum Vergleich: die Abflussmenge der Rott mit einem ähnlich großen Einzugsgebiet beträgt 3,4 m³/s). Etwa 7 m³/s Wasser dürften der Mangfall hier fehlen, da diese in eine Ausleitung von Mangfallwasser in einen Nutzkanal in der Höhe von Kolbermoor, dem Spinnereikanal geleitet werden, der sich in Rosenheim nach der Kunstmühle in den Rosenheimer Stadtbach und Hammerbach aufteilt und direkt in den Inn fließt.
Der Pegel der Mangfall wird an fünf Stellen amtlich erfasst. Es handelt sich dabei um die Pegelstände Schmerold (kurz nach der Entstehung), Valley (kurz vor dem Mangfallknie), Feldolling (nach der Einmündung der Leitzach), Bad Aibling (nach der Einmündung der Glonn) sowie Rosenheim (Einmündung in den Inn).
Der Pegelstand und die Abflussmenge der Mangfall sind extremen Schwankungen unterworfen. Im Beobachtungszeitraum von 1966 bis 1996 wurde am Pegel Rosenheim am 1. Februar 1972 nur ein Abfluss von 1,02 m³/s festgestellt. Am 18. Juni 1979 ein solcher von 389 m³/s.
Der höchste bislang gemessene Wasserstand der Mangfall bei der Einmündung in den Inn wurde am 6. Juli 1997 mit einer Höhe von etwa 2,80 m gemessen. Beim Pegel Feldolling wurde am gleichen Tag ein solcher von 2,11 m gemessen. Am 21. Mai 1999 wurde an der gleichen Stelle jedoch sogar ein solcher von 2,96 m gemessen, am Pegel Rosenheim ist jedoch damals kein historischer Höchstwert erfasst worden. Dies erklärt sich durch die bereits weiter fortgeschrittenen Renaturierungsmaßnahmen und gezielte Ausleitungen des Wassers in Kanäle.

## Biologie (Flora und Fauna)

### Flora
Die Flora der Umgebung der Mangfall ist geprägt durch ausgeprägte Schluchtwälder, Buchenwälder und Niedermoore. Neben extensiv genutzten Mähwiesen finden sich entlang der Mangfall auch typische Auwälder. Biologisch gesehen handelt es sich um ein Schwerpunktvorkommen des Lebensraums Magerwiesen im Voralpenland, wobei die Mangfall dabei eine Achse für alpine und kontinentale Arten darstellt.

### Fauna

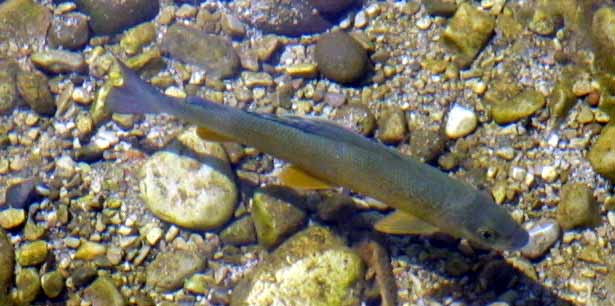
Europäische Äsche

Die Mangfall ist ein typisches Gewässer der Äschenregion. Der Lebensraum Wasser gilt dabei nur als mäßig belastet mit einer Gewässergüte II. Die Zuflüsse der Mangfall sind im Quellgebiet meist nicht belastet und haben eine noch bessere Wassergüte, sind jedoch bei der Einmündung in die Mangfall bereits ebenfalls schon mäßig belastet.
Derzeit beheimatet die Mangfall in erster Linie Regenbogenforellen, Bachforellen, Aitel (Döbel), Barben (zunehmend) sowie Äschen, für deren Bestandserhaltung die Mangfallkanäle eine wesentliche Rolle spielen. Barben kommen von Feldolling abwärts verstärkt vor. Außerdem treten Aale auf. In den oberen Regionen der Mangfall finden sich auch noch Elritzen, Groppen und weitere Arten. Vereinzelt wandern Hechte und (sehr selten) Huchen (2010 Fang eines Huchens bei Feldkirchen!) in die Mangfall ein, ebenso wie Nasen. Aufgrund der, wie bereits erwähnt, sehr guten Wasserqualität findet man auch Edelkrebse in der Mangfall.
Die Fische finden in der Mangfall ein reiches Nahrungsangebot vor. In erster Linie finden sich die folgenden Insekten: Steinfliegen, Eintagsfliegenlarven, Flussschwimmschnecken, Köcherfliegenlarven und dergleichen. Neben den üblichen Insekten kommen auch viele Bachflohkrebse vor, deren Chitinpanzer dem Fleisch der Forellen oft ein lachsartiges Rosa verleiht, weshalb viele Menschen auch glauben, es gäbe als weitere Unterart der Forelle die Lachsforelle, was jedoch unzutreffend ist.
Seit Sommer 2008 ist auch der Eisvogel wieder entlang der Mangfall zu sehen, eine Folge der Renaturierungsmaßnahmen, wodurch dem seltenen Tier wieder ein akzeptables Nahrungsangebot zur Verfügung steht.
Die örtlichen Fischereivereine schützen den Äschenbestand zum einen mit starken Besatzmaßnahmen, zum anderen mit verlängerten Schonzeiten und/oder Schonmaßen. In dem Zusammenhang ist noch einmal die Rolle der Mangfallkanäle erwähnenswert. In geschützten Abschnitten (vor allem durch alte Industriegebäude, keine Anflugmöglichkeit), in denen auch nicht gefischt wird, kommen dort in beträchtlichem Maß Äschen auf. Bei regelmäßigen Bachabkehren (Fischereivereine) werden diese in die Mangfall umgesetzt.
In den angrenzenden flussnahen Wäldern ist die ansonsten übliche Fauna des Voralpenlandes zu beobachten.

## Schutzgebiete

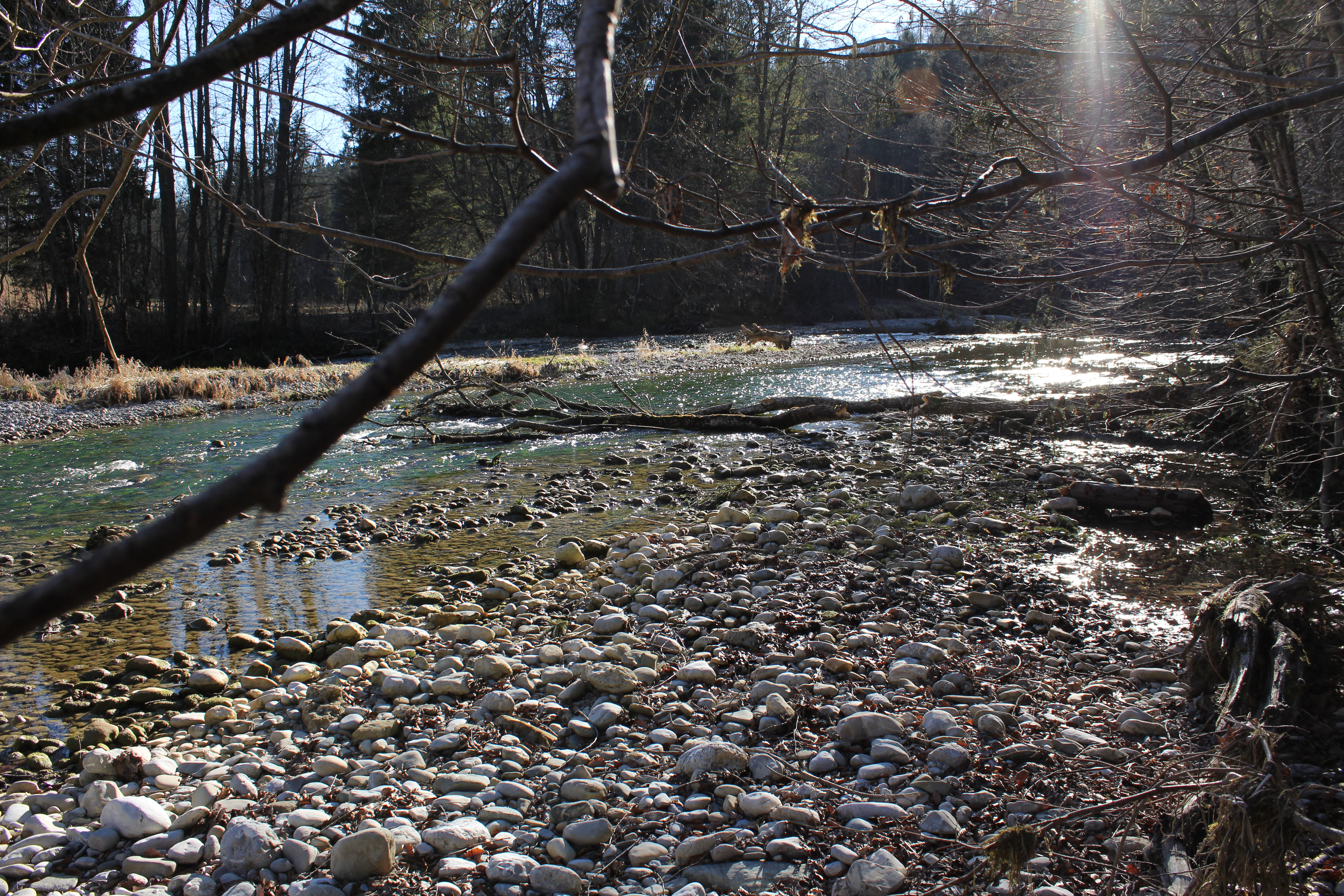
Die Mangfall im FFH-Gebiet Mangfalltal

Die Mangfall fließt durch mehrere Landschaftsschutzgebiete:
- Tegernsee und Umgebung (LSG-00072.01) in Gmund am Tegernsee bis etwa 1 km nach dem Abfluss aus dem Tegernsee
- Egartenlandschaft um Miesbach (LSG-00550.01) von Gmund am Tegernsee bis zur nördlichen Stadtgrenze von Miesbach
- Grünflächen an der Mangfall (LSG-00322.01) im Bereich der Stadt Rosenheim bis zur Mündung in den Inn

Von Gmund am Tegernsee bis Unterreit durchfließt die Mangfall das Mangfalltal, das ausgewiesen ist als schützenswertes Flora-Fauna-Habitat-Gebiet im Landkreis Miesbach und im Landkreis Rosenheim.

## Verkehr
Die Mangfall selbst ist nicht schiffbar, daher hat sie selbst keine Bedeutung für den Verkehr. Früher jedoch diente sie zum Transport von Bäumen (dem Triften), die entweder zu Papier verarbeitet wurden oder als Brennstoff Verwendung fanden.
Als natürliche Barriere schaffte die Mangfall besonders im Bereich von Bruckmühl große Verkehrsprobleme. Der Ort verfügt im Zentrum lediglich über eine Brücke. Die dichte Bebauung entlang des Flusses verhinderte die Errichtung einer weiteren Brücke im Ortszentrum. Eine zweite Mangfallbrücke wurde dann 2018 östlich des Zentrums fertig gestellt. Alle anderen Orte im Mangfalltal verfügten hingegen bereits seit langem über mehrere Mangfallquerungen.
Der überregionale Straßenverkehr der Bundesautobahn 8 (München–Salzburg) wird bei Weyarn über die 68 Meter hohe Mangfallbrücke hinweggeleitet.
Auf der Schiene verlaufen im Bereich des Flusses die Tegernseebahn, die Bahnstrecke Holzkirchen–Schliersee und die Mangfalltalbahn.

## Tourismus

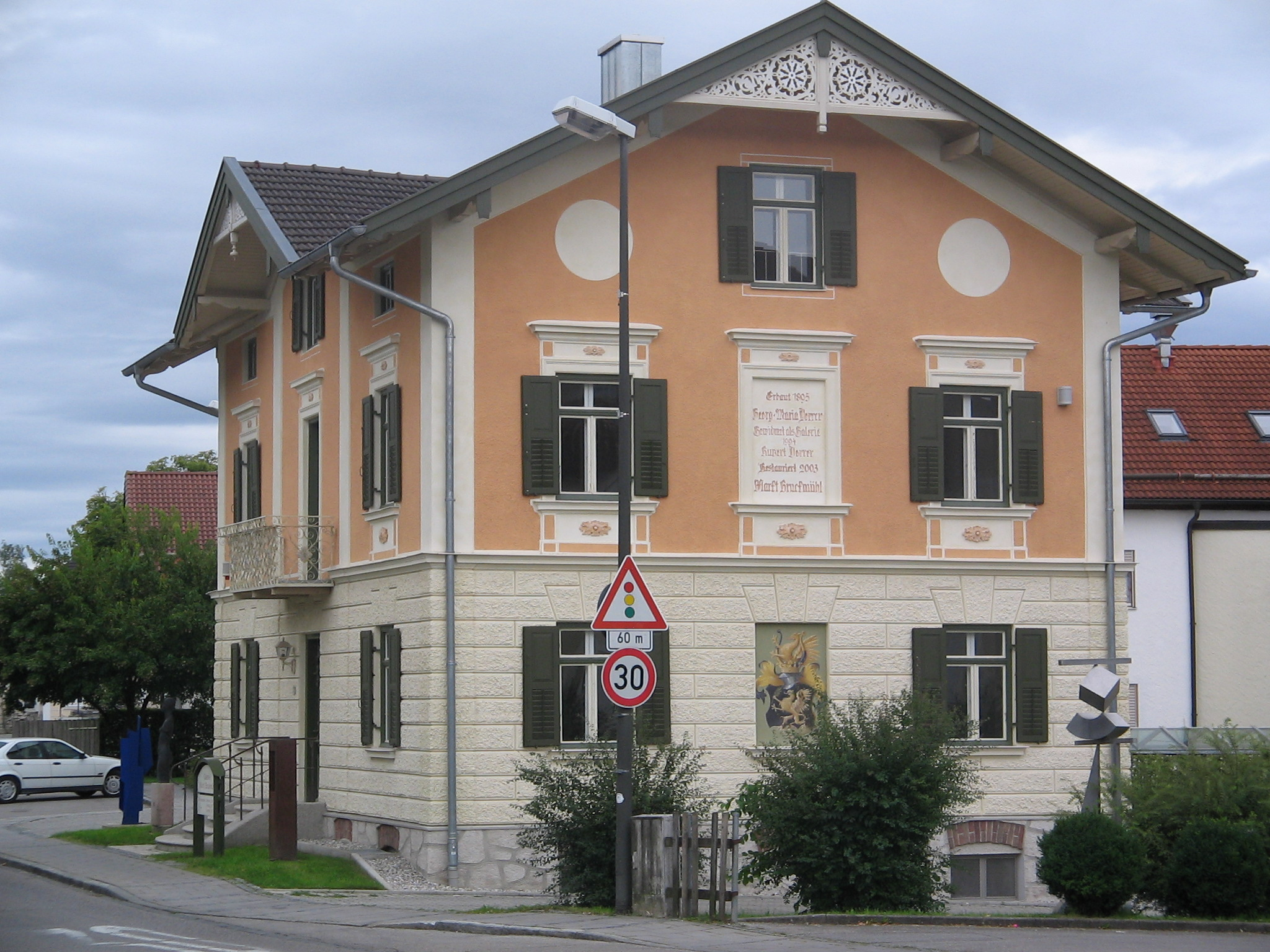
Galerie Bruckmühl

Das gesamte Mangfalltal ist ein Anziehungspunkt für Touristen. Ab Feldkirchen-Westerham ist ein Radweg angelegt worden, der es ermöglicht, die gesamte Fließstrecke bis zur Inn-Mündung zu befahren. Dabei locken die an der Mangfall gelegenen pittoresken Ortschaften, wie Bruckmühl, mit ihren jeweiligen Sehenswürdigkeiten.
Die Mangfall selbst bietet aufgrund des niedrigen Wasserpegels keine Möglichkeit für Wassersportarten, lockt aber zahlreiche Angler, da es sich unter anderem um ein interessantes „Fliegenfischer-Revier“ handelt und ganze Streckenabschnitte dieser Art des Angelsports vorbehalten sind. Auch von „Sommerfrischlern“ und Badegästen wird die Mangfall gerne besucht, da zahlreiche Kiesbänke zum Sonnenbaden einladen. Zusätzlich befinden sich vor allem am Oberlauf der Mangfall einige versteckte und nur wenig frequentierte Kletterrouten. Die bekannteste Kletterstelle an der Mangfall befindet sich unterhalb der Autobahnbrücke.

## Orte und Städte an der Mangfall
| - Gmund am Tegernsee - Weyarn - Valley - Hohendilching - Grub - Feldkirchen-Westerham - Schwaig (Feldkirchen-Westerham) - Feldolling - Vagen | - Bruckmühl - Götting - Heufeld - Bad Aibling - Willing - Kolbermoor - Schwaig (Rosenheim) - Rosenheim |